# Крстич, Джордже

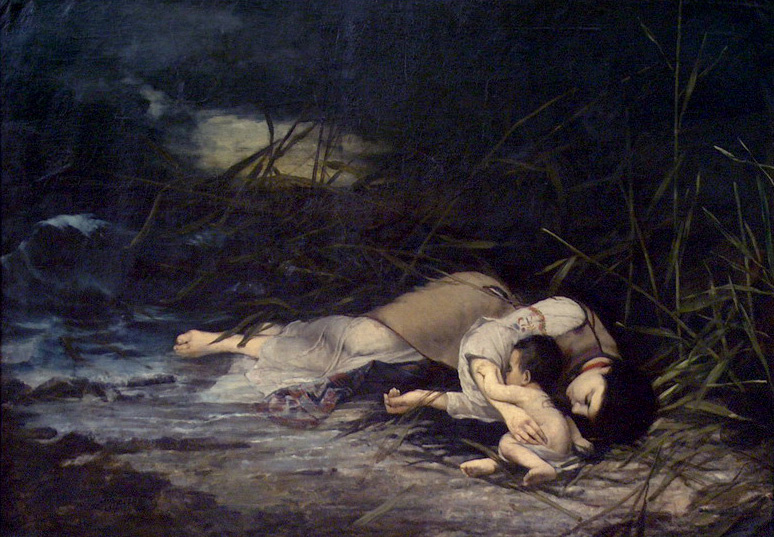
Утопленница

Джордже Крстич (серб. Ђорђе Крстић; 19 апреля 1851, Канижа, Княжество Сербия — 30 октября 1907, Белград, Королевство Сербия) — сербский художник-реалист, педагог, академик.
Сербская академия наук и искусств в конце XX века внесла его в список 100 самых знаменитых сербов.

## Биография
Окончил Мюнхенскую академию художеств (1873-1883). Свои ранние работы до 1883 года создавал под влиянием германского реализма. Вернувшись в Сербию Крстич свой жанр реалистический живописи сменил на более идиллический. 
Путешествовал по Сербии, зарисовывая архитектурные памятники, сцены народной жизни, типичные уголки сербской природы.
Произведениям Д. Крстича свойственны внимательное изучение натуры («Анатом», 1880, «Двери рыбацкой хижины» — оба в Народном музее, Белград), черты романтической взволнованности. Живая динамика и свежесть гаммы в поздних работах художника («Местечко Баба-Кай», 1907, Народный музей, Белград) говорят о его приближении к принципам пленэрной живописи.
Некоторые значительные работы этого раннего периода включают «Утопленницу», «Анатомиста» и «Евангелиста».
Автор пейзажей («Полевой пейзаж Косово», «Окрестности Чачки», «Лесковац», «Студеница» и «Жича»). В более поздние годы Крстич создал ряд иконостасов в Чуруге и Нише. 
Писал портреты, картины исторического жанра. В портретах и жанровых композициях сочетал черты романтизма и реализма.
Крстич создал более 50 работ на основе сербского народного искусства и традиционной одежды.
Преподавал живопись. Среди его известных учеников Надежда Петрович. 
Член Сербской академии наук и искусств с 1884 г.

## Работы

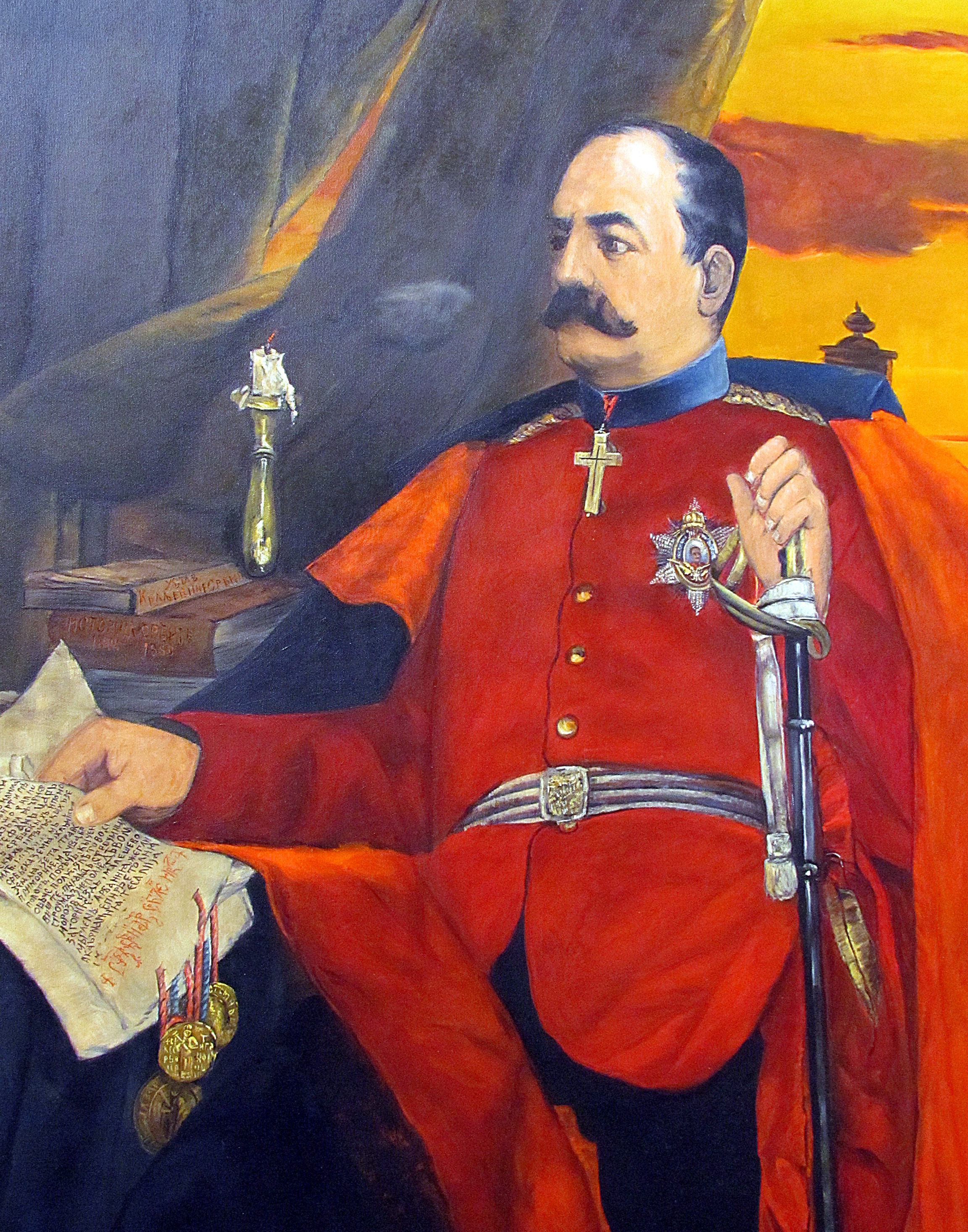
Милан Обренович
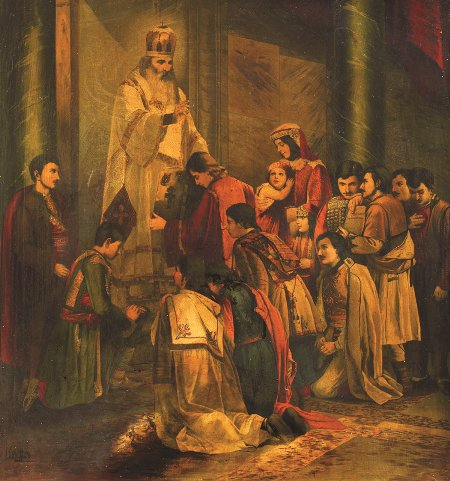
Святой Савва благословляет сербов
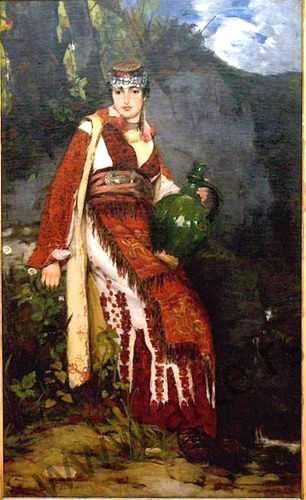
У источника
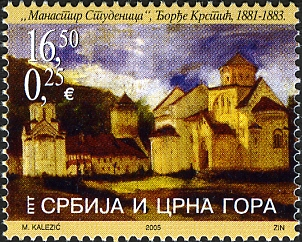
Монастырь Студеница
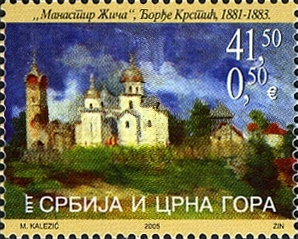
Монастырь Жича
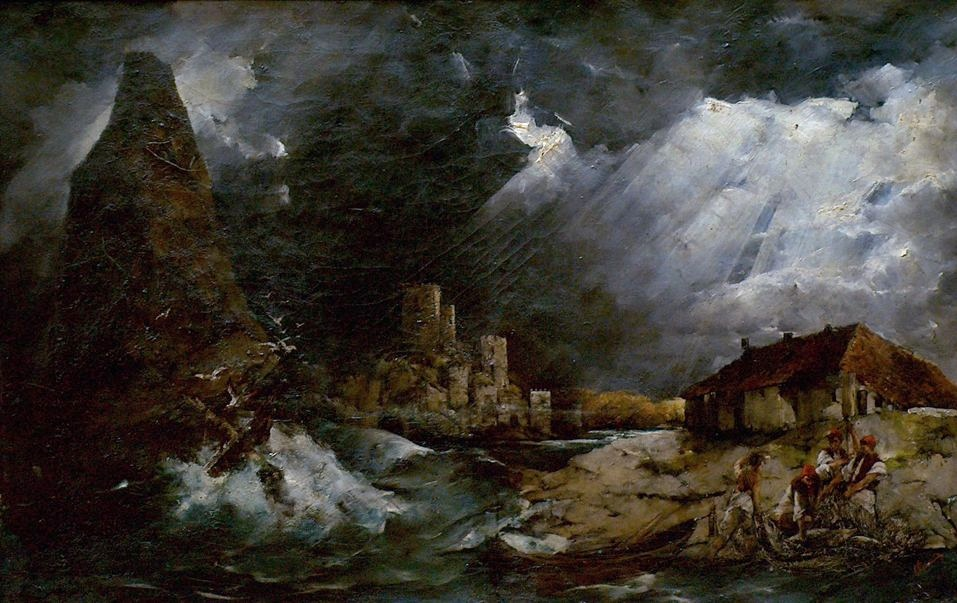
Местечко Баба-Кай